# Unió Nacional de Treballadors de Guinea Bissau
La Unió Nacional de Treballadors de Guinea Bissau (UNTG) és una central sindical de Guinea Bissau. Està formada per 15 sindicats i una Comissió de Treball. Fou creada en la clandestinitat en 1958 per estibadors i mariners del port de Bissau i ja organitzà una vaga general el 3 d'agost de 1959 per protestar contra els salaris baixos i que fou durament reprimida per la PIDE (massacre de Pijiguiti).
Està afiliada a la Confederació Sindical Internacional.